# Rollstuhlbasketball-Weltmeisterschaft
Die Rollstuhlbasketball-Weltmeisterschaft ist ein internationaler Rollstuhlbasketball-Wettbewerb, an dem die Herren- und Damen-Nationalmannschaften der Mitglieder des Internationalen Rollstuhlbasketball-Verbandes (IWBF), des globalen Sportverbands, teilnehmen. Die erste Weltmeisterschaft, noch inoffiziell, wurde 1973 im belgischen Brügge ausgetragen. Die erste offizielle Weltmeisterschaft wurde dann 2 Jahre später ebenfalls in Brügge ausgetragen. Weltmeister wurde Israel.
Die Frauen-WM fand 1990 zum ersten Mal statt. Deutschland hat hier 3 Silber- und 2 Bronzemedaillen gewonnen.

## Weltmeisterschaft Herren
| Jahr | Gastgeber                            | Weltmeisterschaft Männer | Weltmeisterschaft Männer | Weltmeisterschaft Männer | Weltmeisterschaft Männer |
| Jahr | Gastgeber                            | 1. Platz                 | 2. Platz                 | 3. Platz                 |                          |
| ---- | ------------------------------------ | ------------------------ | ------------------------ | ------------------------ | ------------------------ |
| 1973 | Brügge (Belgien)                     | Vereinigtes Königreich   | Frankreich               | Niederlande              |                          |
| 1975 | Brügge (Belgien)                     | Israel                   | Vereinigte Staaten       | Vereinigtes Königreich   |                          |
| 1979 | Tampa (USA)                          | Vereinigte Staaten       | Niederlande              | Frankreich               |                          |
| 1983 | Halifax (Kanada)                     | Vereinigte Staaten       | Frankreich               | Schweden                 |                          |
| 1986 | Melbourne (Australien)               | Vereinigte Staaten       | Kanada                   | Niederlande              |                          |
| 1990 | Brügge (Belgien)                     | Frankreich               | Vereinigte Staaten       | Kanada                   |                          |
| 1994 | Edmonton (Kanada)                    | Vereinigte Staaten       | Vereinigtes Königreich   | Kanada                   |                          |
| 1998 | Sydney (Australien)                  | Vereinigte Staaten       | Niederlande              | Kanada                   |                          |
| 2002 | Kitakyushu (Japan)                   | Vereinigte Staaten       | Vereinigtes Königreich   | Kanada                   |                          |
| 2006 | Amsterdam (Niederlande)              | Kanada                   | Vereinigte Staaten       | Australien               |                          |
| 2010 | Birmingham (Vereinigtes Königreich)  | Australien               | Frankreich               | Vereinigte Staaten       |                          |
| 2014 | Incheon (Südkorea)                   | Australien               | Vereinigte Staaten       | Türkei                   |                          |
| 2018 | Hamburg (Deutschland)                | Vereinigtes Königreich   | Vereinigte Staaten       | Australien               |                          |
| 2022 | Dubai (Vereinigte Arabische Emirate) |                          |                          |                          |                          |

| # | Land                   | Gold | Silber | Bronze |
| - | ---------------------- | ---- | ------ | ------ |
| 1 | Vereinigte Staaten     | 6    | 5      | 1      |
| 2 | Vereinigtes Königreich | 2    | 2      | 1      |
| 3 | Australien             | 2    | 0      | 2      |
| 4 | Frankreich             | 1    | 3      | 1      |
| 5 | Kanada                 | 1    | 1      | 4      |
| 6 | Israel                 | 1    | 0      | 0      |
| 7 | Niederlande            | 0    | 2      | 2      |
| 8 | Schweden               | 0    | 0      | 1      |
|   | Türkei                 | 0    | 0      | 1      |

## Weltmeisterschaft Frauen
| Jahr | Gastgeber                                 | Weltmeisterschaft Frauen | Weltmeisterschaft Frauen | Weltmeisterschaft Frauen | Weltmeisterschaft Frauen |
| Jahr | Gastgeber                                 | 1. Platz                 | 2. Platz                 | 3. Platz                 |                          |
| ---- | ----------------------------------------- | ------------------------ | ------------------------ | ------------------------ | ------------------------ |
| 1990 | Saint-Étienne (Frankreich)                | Vereinigte Staaten       | Deutschland              | Kanada                   |                          |
| 1994 | Stoke Mandeville (Vereinigtes Königreich) | Kanada                   | Vereinigte Staaten       | Australien               |                          |
| 1998 | Sydney (Australien)                       | Kanada                   | Vereinigte Staaten       | Australien               |                          |
| 2002 | Kitakyushu (Japan)                        | Kanada                   | Vereinigte Staaten       | Australien               |                          |
| 2006 | Amsterdam (Niederlande)                   | Kanada                   | Vereinigte Staaten       | Deutschland              |                          |
| 2010 | Birmingham (Vereinigtes Königreich)       | Vereinigte Staaten       | Deutschland              | Kanada                   |                          |
| 2014 | Toronto (Kanada)                          | Kanada                   | Deutschland              | Niederlande              |                          |
| 2018 | Hamburg (Deutschland)                     | Niederlande              | Vereinigtes Königreich   | Deutschland              |                          |

| # | Land                   | Gold | Silber | Bronze |
| - | ---------------------- | ---- | ------ | ------ |
| 1 | Kanada                 | 5    | 0      | 2      |
| 2 | Vereinigte Staaten     | 2    | 4      | 0      |
| 3 | Niederlande            | 1    | 0      | 1      |
| 4 | Deutschland            | 0    | 3      | 2      |
| 5 | Vereinigtes Königreich | 0    | 1      | 0      |
| 6 | Australien             | 0    | 0      | 3      |